# نایجل بومونت
نایجل بومونت (انگلیسی: Nigel Beaumont؛ زادهٔ ۱۱ فوریهٔ ۱۹۶۷) بازیکن فوتبال اهل بریتانیا است.
از باشگاه‌هایی که در آن بازی کرده‌است می‌توان به باشگاه فوتبال ورکسام و باشگاه فوتبال برادفورد سیتی اشاره کرد.